# Řeka (film, 1933)
Řeka je československé filmové drama režiséra Josefa Rovenského z roku 1933. Roku 1934 byla do československých kin uvedena také jeho německy nadabovaná verze s názvem Junge Liebe.
Film získal v roce 1934 na filmovém festivalu v Benátkách cenu za nejlepší režii.
Film se natáčel 12 dní. Z toho 3 dny venku a 9 dní ve studiu. Venkovní scény se natáčely v okolí Poříčí nad Sázavou a v hotelu Hubertus na Jílovišti.[zdroj⁠?!]

## Obsazení
- Jarmila Beránková jako Pepička Matuková
- Václav Jalovec jako Pavel Sychra
- Jaroslav Vojta jako Jan Sychra, Pavlův otec
- Hermína Vojtová jako Pavlova matka
- Jan Sviták jako pytlák Václav Zimák
- Rudolf Deyl starší jako učitel
- Jan W. Speerger jako četník
- Antonín Marlé jako obchodník
- Marie Rýdlová jako obchodníkova manželka
- Jaroslav Marvan jako ředitel hotelu
- Josef Rovenský jako pytlák

## Vydání
Premiéra se konala 13. října 1933 v pražském kině Lucerna. Film byl komerčně velmi úspěšný. Byl to první československý film distribuovaný v Japonsku a Indii.[zdroj⁠?!]